# Rudolf Guyer
Rudolf Guyer (San Gallo, 4 marzo 1929) è un architetto svizzero.

## Biografia
Figlio di Walter, insegnante e direttore di scuola magistrale, e di Erna Hausheer, insegnante. Pittore a Parigi, a Roma, in Marocco e in Provenza, ha poi studiato architettura al Politecnico federale di Zurigo, laureandosi nel 1955. Dopo aver insegnato all'Università statale dell'Ohio a Columbus dal 1956 al 1958, ha lavorato a New York. Nel 1956 ha sposato Esther Andres con cui dirigerà dal 1959 al 1999 uno studio di architettura a Zurigo che ha realizzato circa 180 progetti. Tra il 1960 e il 1980 hanno spesso impiegato elementi prefabbricati in calcestruzzo, ad esempio per la scuola di Stettbach a Zurigo (1964-1967). Fra le loro opere figurano i lavori di ampliamento per le PTT, l'albergo e la compagnia ferroviaria sul Säntis, effettuati nel 1967-1976 con Manuel Pauli e nel 1990-1998, il forum per imprenditori di Lilienberg a Ermatingen (1985-1988), il palazzo comunale di Dietikon (1984-1992) e il complesso residenziale del Park a Meilen (1991-1994). La coppia, che ha ricevuto diversi riconoscimenti, ha fatto parte di numerose associazioni professionali e prosegue la propria attività nello studio di Zumikon.